# Faustino Reyes
Faustino Reyes López (* 4. April 1975 in Marchena) ist ein ehemaliger spanischer Boxer im Federgewicht und Silbermedaillengewinner der Olympischen Sommerspiele 1992. Er gehört der Minderheit der Roma an.
Der 1,75 m große Federgewichtler (bis 57 kg) trug den Kampfnamen El Niño und begann im Alter von 13 Jahren mit dem Boxsport. Er wurde 1988 Spanischer Jugendmeister, 1990 und 1991 Spanischer Juniorenmeister, sowie 1991 und 1995 Spanischer Meister.
Seine größten Erfolge feierte er 1992. Er erreichte Platz 5 bei den Junioren-Europameisterschaften in Schottland, gewann das europäische Olympiaqualifikationsturnier in Griechenland und das vorolympische Testturnier „Pre-Olympic Tournament“ in Badalona. Dabei besiegte er unter anderem seinen Landsmann Manuel Calvo, den Kanadier Michael Strange und den Australier Jamie Nicholson. Daraufhin startete er im Alter von 17 Jahren bei den Olympischen Sommerspielen 1992 in Barcelona, wo er sich gegen den Briten Brian Carr (22:10), den Thailänder Somluck Kamsing (24:15), den Kubaner Eddy Suárez (17:7) und Ramaz Paliani vom Vereinten Team (14:9) durchsetzen konnte und das Finale erreichte. Dort unterlag er dem Deutschen Andreas Tews (9:16), gewann damit die Silbermedaille und wurde zugleich jüngster spanischer Medaillengewinner bei Olympischen Spielen.
Er war anschließend noch Teilnehmer der Weltmeisterschaften von 1995 und 1997, sowie den Europameisterschaften von 1996, kam jedoch bei allen drei Ereignissen nicht über das Achtelfinale hinaus. Bei der WM 1995 wurde er von Oktay Urkal besiegt.